# 郭同
郭同（1875年—1936年），字天镜，号天流，江西省上饶县枫岭头乡岩山地人。中华民国政治人物、实业家、记者。

## 生平
郭同早年入信江书院，后被选送到江西师大学堂学习，不久到北京学习。光绪三十三年（1907年）留学日本，入日本帝国大学政治科，毕业归国后参加辛亥革命。
中华民国初年，郭同任民元国会参议院议员、财政审查委员会常务委员等职。民国2年（1913年），郭同在家乡开办石塘坳煤矿。民国5年（1916年）任黎元洪总统府秘书，任内获二等嘉禾章、二等文虎章。民国12年（1923年）曹锟贿选，郭同拒绝受贿，并在《大公报》刊文揭发。曹锟乃下令秘密缉捕郭同，郭同逃到天津，任《大公报》记者，后携家迁居南京、上海等地。
民国17年（1928年）济南惨案发生，郭同在《大公报》上发表了《志济案始末百四十韵》。日军撤离济南后，郭同任国民政府外交部条约委员会委员。同年，郭同任接收胶济委员会委员。民国18年（1929年），郭同任中俄交涉联络人，奉派赴中国东北面见张学良、张作相，传达南京国民政府旨意。同年7 月，中国接收中东铁路，郭同任接收成员之一。民国24年（1935年），郭同携家迁往江西南昌，挂名江西省政府委员，并且继续为各报纸撰写文章。
民国25年（1936年）7月，郭同在南昌病逝。

## 著作
- 《天流阁杂记》
- 《天流阁诗存》[1]

## 家庭
郭同有子女8人，其中：
- 长子：郭以造，毕业于浙江大学
- 次子：郭以进，肄业于浙江大学
- 三子：郭以述，国家电子工业局高级工程师
- 長女：郭以適，畢業于北京女子師範大學
  - 長女婿：邵祖平，字潭秋，民國著名詩人。著《中國觀人論》，《培風樓詩》等著作。
- 四女：郭以莲，美国电子工业工程硕士
  - 四女婿：丁成章，博士，美国终身教授。[1]